# Surchania
 Surchánia — рід жуків родини Довгоносики (Curculionidae).

## Зовнішній вигляд
Жуки цього роду мають середні розміри, довжина їх тіла коливається в межах 16-17.5  мм. Основні ознаки:
- тіло густо вкрите лусочками, що щільно прилягають до нього;
- головотрубка не менше, ніж вдвічі, довша за свою ширину, паралельнобічна, трохи розширена до вершини, із серединним кілем;
- 1-й членик джгутика вусиків коротший за 2-й;
- передньоспинка із перетяжкою з боків ближче до переднього краю, поздовжньою борозенкою посередині, зверху і з боків вкрита глибокими ямками, вони разом із борозенкою вистелені волосковидними лусочками; задній край прямий із виїмкою посередині;
- надкрила вкриті щільним покривом з волоскоподібних лусочок, на голих ділянках помітні тонкі борозенки з крапочок;
- кігтики на кожній лапці тонкі і не зрослися між собою.

## Спосіб життя
Невідомий, ймовірно, він типовий для Cleonini.

## Географічне поширення
Рід можна вважати ендеміком Середньої Азії (див. нижче).

## Класифікація
Цей рід встановлений київським ентомологом О. Г. Лебедєвим. Він дав роду ім'я по назві річки Сурхан, а жука, віднесеного до нового роду, назвав на честь того, хто його знайшов у квітні 1912 р. в Бухарі — М. М. Сіязова:
- Surchania sijazovi Lebedev, 1931 — Середня Азія Казахстан[3], Північний Афганістан[1].